# Herman Bernstein
Herman Bernstein byl americký novinář, spisovatel, překladatel, diplomat a aktivista několika židovských organizací. Narodil se 21. září 1876 v městečku Vladislavov na rusko-německé hranici (rusky Владиславов, německy Neustadt-Schirwindt, v jidiš Naishtot; dnes městečko patří k Litvě, leží u hranic s ruskou Kaliningradskou oblastí a nazývá se Kudirkos-Naumiestis). Roku 1893 emigroval do USA a dokončil tam své vzdělání. Dne 31. prosince 1901 se oženil se Sophií Friedmanovou. Měl tři dcery: Violet Bernstein Willheim, Hildu Bernstein Gitlin a Dorothy Bernstein Nash a syna Davida. Zemřel v Sheffieldu (Massachusetts) 31. srpna 1935.
Pozůstalost po Hermanu Bernsteinovi je uložena v Institutu pro židovská bádání YIVO v New Yorku.

## Novinářská práce
Bernsteinova novinářská kariéra začala roku 1901, kdy publikoval první články. Pracoval pro mnoho renomovaných časopisů a novin: The Nation, New York Evening Post, New York Herald, New York Times aj. Založil a v letech 1914–1916 vydával časopis The Day. Byl vydavatelem židovských časopisů The Jewish Tribune (1924–1926 a 1930) a Jewish Daily Bulletin (1933–1934).
V letech (1908 – 1912) navštívil několikrát Evropu jako zvláštní korespondent New York Times. V roce 1915 se zaměřil na zkoumání podmínek židovského obyvatelstva ve válečných zónách. Jako reportér New York Herald navštívil v roce 1917 revoluční Rusko a doprovázel americké expediční síly (American Expeditionary Force) na Sibiř a do Japonska. Vrcholem jeho práce pro New York Herald bylo novinářské pokrytí Pařížské mírové konference. Ve 20. letech psal pro New York American a Brooklyn Eagle. Jeho významným novinářským počinem bylo publikování tzv. „Willy – Nicky“ korespondence, tedy telegramů, které si vyměňoval císař Vilém II. s carem Mikulášem II. v letech 1904–1907. Podle slov samotného Bernsteina „oba hovořili o míru, ale intrikovali proti němu“. Telegramy byly poprvé zveřejněny v Heraldu.
Během své novinářské kariéry publikoval mnoho rozhovorů s významnými osobnostmi té doby, např. s Henri Bergsonem, Albertem Einsteinem, Augustem Rodinem, Romainem Rollandem, Theodorem Rooseveltem, Woodrow Wilsonem, Georgem Bernardem Shawem, Lvem Nikolajevičem Tolstým a dalšími. Některé z nich byly později vydány knižně ve třech dílech: Celebrities of Our Time (1924), With Master Minds a The Road to Peace (1926).

## Literární činnost
Kromě novinářské práce byl Bernstein činný i literárně. Vydal knihu veršů The Flight of Time (1899), povídkovou knihu In the Gates of Israel (1902) a novelu Contrite Hearts (1905). Dále napsal několik divadelních her, z nichž The Mandarin (1920) a The Right to Kill (1926) byly inscenovány na Broadwayi. Kromě toho byl autorem několika úspěšných dramatizací, rovněž uvedených na Broadwayi.
Těžištěm jeho literární práce byly překlady, především z ruštiny a z němčiny. Mezi autory, které překládal, patřil Turgeněv, Tolstoj, Čechov, Gorkij, Andrejev, Urvancov, Schnitzler a další.

## Činnost v židovských hnutích
Bernstein po celý život aktivně vystupoval proti antisemitismu ve všech jeho formách. Z titulu své novinářské práce zkoumal postavení Židů v různých evropských zemích, psal o protižidovských pogromech v Polsku a Rusku, zkoumal důsledky Říjnové revoluce pro život ruských Židů. Pozornost obracel i na projevy antisemitismu v samotných Spojených státech. S úspěchem např. žaloval Henryho Forda pro antisemitské výroky, jež publikoval ve vlastním obskurním týdeníku Dearborn Independent. Velkou pozornost věnoval antisemitské publikaci Protokoly sionských mudrců. Roku 1921 vydal knihu The History of a Lie, v níž odhalil její podvodný původ a charakter. Těsně před smrtí roku 1935 reagoval na novou vlnu zájmu o tento spis a na výrazně sílící antisemitismus v Evropě knihou The Truth about the Protocols of Zion.
Bernstein byl tajemníkem American Jewish Committee, pracoval v podpůrných organizacích Central Relief Committee, American Jewish Relief Committee a Joint Distribution Committee, byl členem různých výborů organizace HIAS (Hebrew Immigrant Aid Society). Podporoval myšlenku založení židovského státu v Palestině a byl vysokým funkcionářem sionistické organizace Zionist Organization of America.

## Politická činnost
Bernstein jako zastánce liberálních imigračních pravidel patřil k Demokratické straně a byl členem jejího Democratic National Committee. Při prezidentských volbách roku 1928 ovšem podpořil republikánského kandidáta Herberta Hoovera, kterého poznal při jednáních Pařížské mírové konference po skončení první světové války. Hoover jmenoval Bernsteina velvyslancem Spojených států v Albánii. V této funkci Bernstein působil v letech 1930–1933 a zasloužil se o navázání a rozvoj normálních vztahů mezi oběma zeměmi. Za službu Albánii mu albánský král Zog I. udělil Skanderbegův řád.